# Дженніфер Белл
Дженніфер Белл (англ. Jennifer Bell; нар. 1985, Лондон, Велика Британія) — англійська дитяча письменниця.

## Біографія
Народилася у місті Лондон, Велика Британія. Перш, ніж стати письменницею Дженніфер продавала книжки у знаменитій книгарні Foyles.
Навчалася у Кентському університеті на режисера. Її дебютний роман «Непрості: монетка на щастя» (The Uncommoners: The Crooked Sixpence) став міжнародним бестселером. Вона також авторка пригодницької серії для юних читачів «Агенти дикої природи». На написання «Дивовтечі» її надихнули деякі з її улюблених історичних героїв (їх було забагато, щоб помістити в одну книжку), а також захоплення іграми..

## Українські переклади
- Дивовтеча / Дженніфер Белл ; обкл. Педді Доннелі ; пер. з англ. Віктор Морозов. — Львів : Видавництво Старого Лева, 2021. — 392 с. — ISBN 978-617-679-918-4 [Архівовано 24 квітня 2021 у Wayback Machine.].